# Adranella
Adranella is een geslacht van tweekleppigen uit de  familie van de Yoldiidae.

## Soorten
- Adranella casta (Verrill & Bush, 1898)
- Adranella sundaica (Thiele & Jaeckel, 1931)